# Cinclode du páramo
Cinclodes excelsior
Espèce
Statut de conservation UICN

 LC  : Préoccupation mineure
Le Cinclode du páramo (Cinclodes excelsior) est une espèce sud-américaine de passereaux de la famille des Furnariidae.

## Répartition
On le trouve en Colombie, en Équateur et au Pérou.

## Habitat
Il habite les zones de prairies et de broussailles tropicales et subtropicales de haute montagne.